# ملعب قرطاجونوفا
ملعب قرطاجونوفا (Estadio Cartagonova) هو ملعب متعدد الأغراض يقع في مدينة قرطاجنة بإسبانيا. يتم استخدامه حاليًا في الغالب لمباريات كرة القدم ويستضيف مباريات نادي قرطاجنة الذي يلعب في الدوري الإسباني الدرجة الثانية. سعة الملعب 15,105 متفرج.

## تاريخ
افتتح الملعب في 7 فبراير 1988 واستضاف أول مباراة له بين كارتاخينا سي إف وبورجوس، والتي انتهت بدون أهداف. وبعد مبارتين سجل أوريبارينا لاعب أتلتيك بيلباو ب الهدف الأول في الملعب.
منذ عام 1995، يلعب نادي قرطاجنة مبارياته على أرضه في الملعب.